# Alberto Pessoa

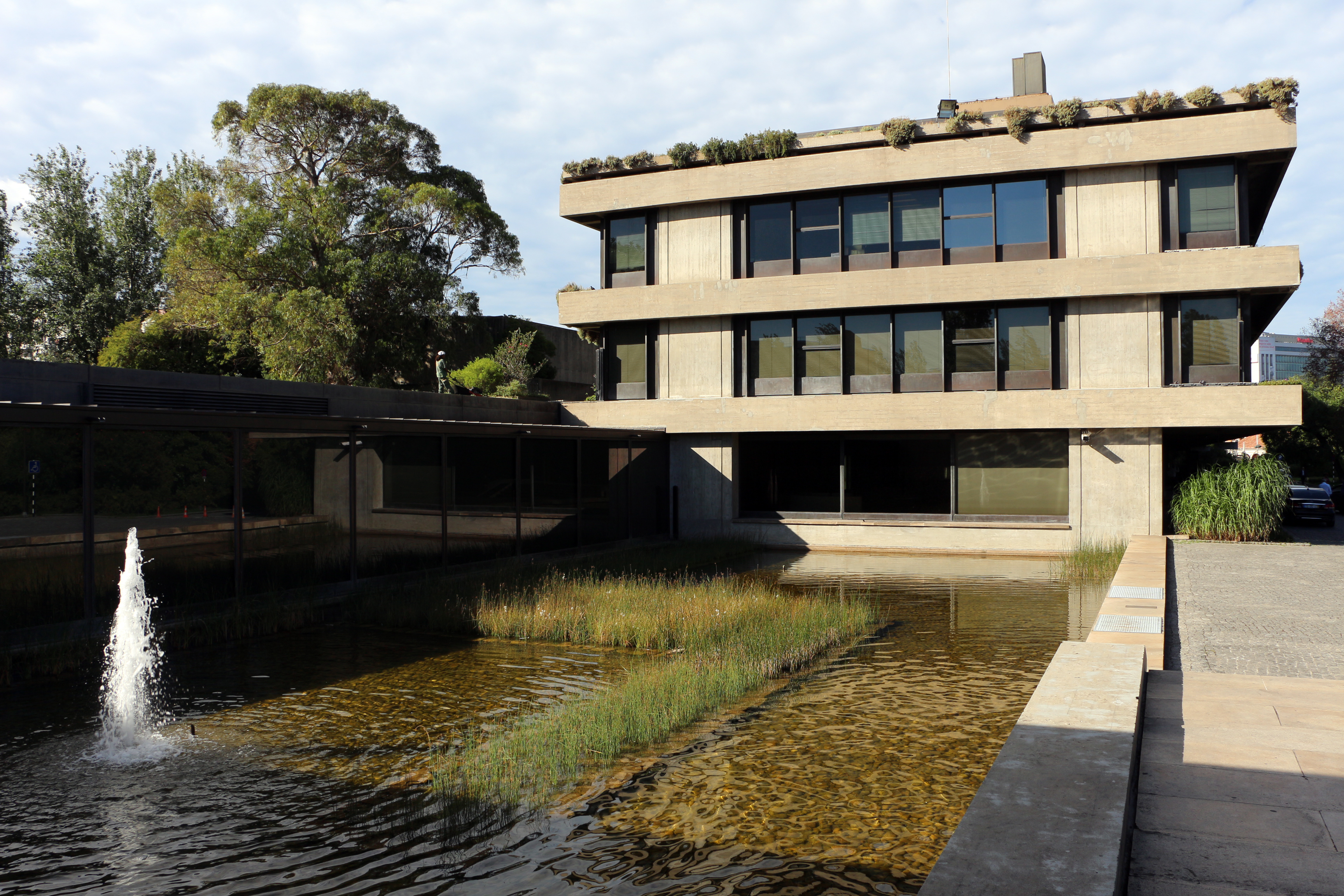
Fundación Calouste Gulbenkian (1959-1969), con Pedro Cid y Rui Jervis Atouguia, Lisboa

Alberto José Pessoa (Coímbra, 1919-Lisboa, 1985) fue un arquitecto racionalista portugués. 

## Trayectoria
Estudió en la Escuela de Bellas Artes de Lisboa, donde se tituló en 1943. Trabajó hasta 1950 con Francisco Keil do Amaral, con el que colaboró en la ordenación de los parques de Lisboa.
Su primera obra relevante fue el Hotel Infante Santo en Lisboa (1949), el primer edificio de viviendas en altura de la capital portuguesa, realizado según las directrices del Estilo internacional de moda en aquel entonces. Le siguió el conjunto de viviendas Infante Santo en Lisboa (1952-1955, con Hernâni Gandra y João Abel Manta), unos bloques suspendidos sobre pilotis.
Su obra más destacada fue la Fundación Calouste Gulbenkian en Lisboa (1959-1969, premio Valmor en 1975), con Pedro Cid y Rui Jervis Atouguia, un edificio de trazado horizontal con volúmenes racionales y abstractos.
En 1961 realizó la Sede de la Associação Académica de Coimbra, que incluía el Teatro Gil Vicente. Al año siguiente fue autor de la Biblioteca General de la Universidad de Coímbra.
Fue profesor de la Escuela de Bellas Artes de Lisboa entre 1950 y 1960.
Ganó el Premio Valmor en 1950 (por la casa de la calle Duarte Pacheco Pereira n.º 37 de Lisboa) y 1975 (por la Fundación Calouste Gulbenkian). En 1969 fue nombrado Oficial de la Orden de Santiago de la Espada.